# Jisaburo Ohwi
Jisaburo Ohwi (大井 次三郎, Ōi Jisaburō, 18 de setembro de 1905 — 22 de fevereiro 1977) foi um botânico japonês, professor da Universidade Imperial de Quioto, que se distinguiu pela publicação, em 1953, de uma monumental Flora of Japan (日本植物誌, Nihon Shokubutsushi).

## Eponímia
As seguintes espécies receberam nomes que homenageiam Jisaburo Ohwi:
- (Cyperaceae) Carex ohwii Masam.
- (Cyperaceae) Cyperus ohwii Kük.
- (Lamiaceae) Clerodendrum ohwii Kaneh. & Hatus.
- (Lamiaceae) Isodon × ohwii Okuyama
- (Lamiaceae) Rabdosia × ohwii (Okuyama), Hara
- (Melastomataceae)  Medinilla ohwii  Nayar.
- (Orchidaceae)  Epipactis ohwii  Fukuy.
- (Orchidaceae)  Lecanorchis ohwii  Masam.
- (Orchidaceae)  Oreorchis ohwii  Fukuy.
- (Poaceae)  Panicum ohwii
- (Poaceae)  Sasa ohwii  Koidz.
- (Rosaceae)  Prunus ohwii  Kaneh. & Hatus.
- (Ruscaceae) Ophiopogon ohwii Okuyama
- (Saxifragaceae)  Saxifraga ohwii  Tatew.